# Fiat en Turismo Competición 2000

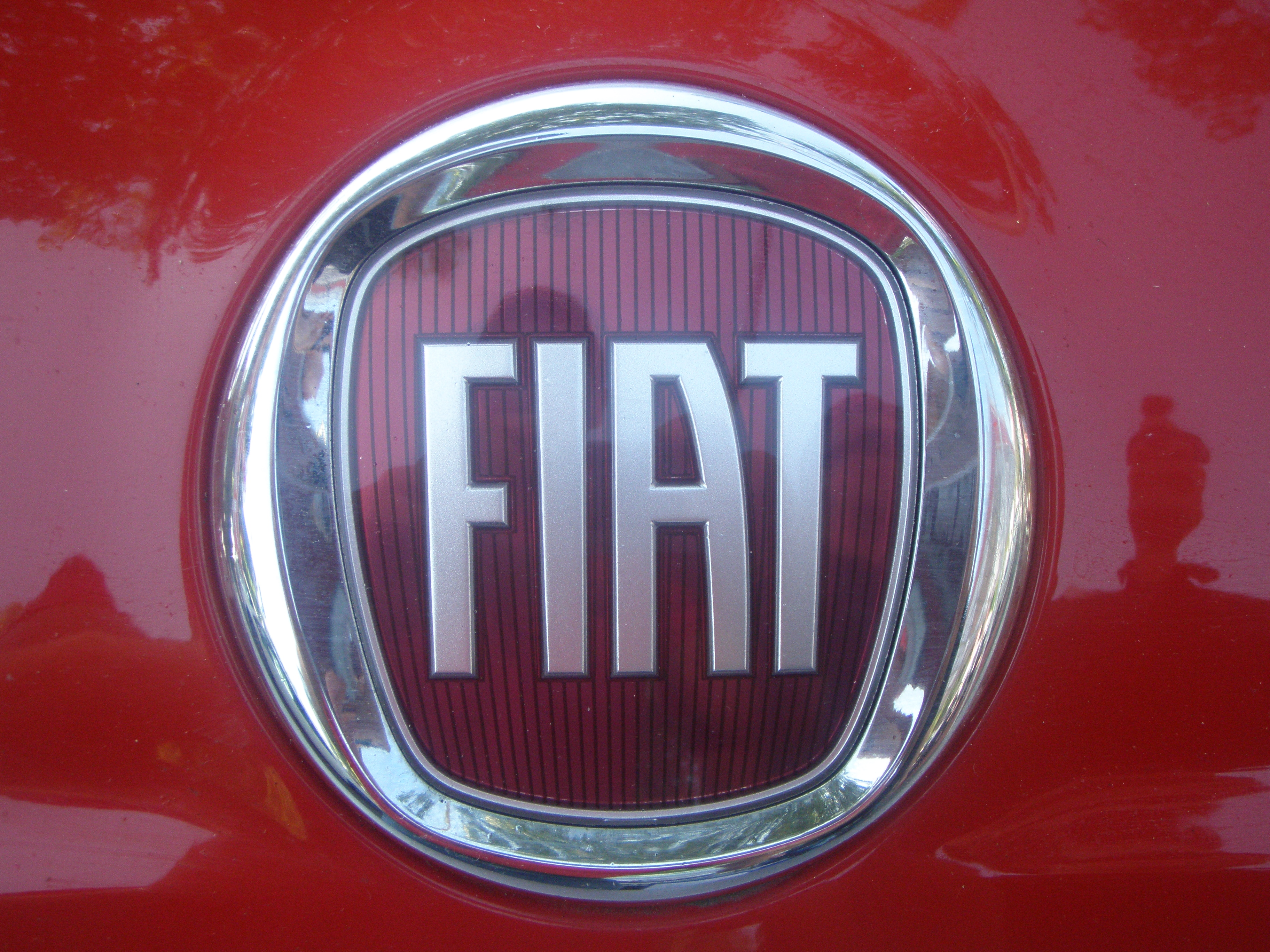
Fiat, es una de las marcas más populares del automovilismo argentino, siendo recordada por sus participaciones en TC 2000 y Turismo Nacional.

La participación de Fiat Argentina en los campeonatos de la familia del Turismo Competición 2000 es una de las más reconocidas en la historia de estas. Si bien fue una de las marcas que participó en los albores de la categoría Turismo Competición 2000, su presencia estuvo marcada por continuas intermitencias, debido a sus dificultades para poder consolidar un proyecto representativo, algo que se terminaría concretando sobre finales de los años 2000 con la llegada de sus nuevos equipos oficiales. Al igual que en otras categorías argentinas de automovilismo, la presencia de Fiat dio pie también al desarrollo de nuevas rivalidades en el ambiente, principalmente con las marcas francesas Peugeot y Renault, las cuales se sumarían al folclore automovilístico argentino iniciado por el clásico duelo Chevrolet vs Ford.
En cuanto a su participación en el mercado automotor argentino, Fiat siempre tuvo una destacada participación en el rubro comercial. Su presencia generó una verdadera revolución, gracias a la concepción de sus vehículos de diseño conservador, mecánica sencilla y robustez fiable. Estas cualidades, fueron aprovechadas por varios pilotos que implementaron coches de la marca para competencias de rally y Turismo Nacional, categoría en la cual sería una gran protagonista durante muchos años.
Con la implementación del TC 2000, varios pilotos se propusieron competir con esta marca desde sus inicios, llegando a tener dos equipos oficiales, a comienzos de la década de 1990 y desde 2009. En esta categoría, también tuvo la posibilidad de reverdecer el antiguo duelo que sostiene con su clásica rival Peugeot.
Fiat ha contado como pilotos de TC2000 a Cocho López, Emiliano Spataro y José María López entre otros.

## Historia

### Primeros años
La creación del TC 2000 despertó solamente esfuerzos de pilotos particulares para representar a la marca.
Los modelos utilizados en esos primeros campeonatos fueron el Fiat 125 (utilizado por Carlos Crocco y Rodolfo Scavuzzo, entre otros) y en 1983 aparece el Fiat 128 (en manos de Franco Gava y Julio Pardo, y más adelante Jorge Guiral) sin obtenerse resultados de relevancia.
Pero todas las marcas tuvieron en mayor o menor medida su momento de gloria en el TC 2000, por lo tanto Fiat no sería la excepción. A fines de 1988 Osvaldo Antelo se desliga de la marca Renault y pasa a desarrollar un Fiat Regatta para su piloto Osvaldo "Cocho" López. Este auto debuta con en el campeonato de 1989 ya iniciado pero logra buenos resultados finalizando 8.º en el torneo.

### Primer equipo oficial
El año 1990 sería el año del despegue, ya en la primera fecha López se lleva el triunfo, el cual se repetiría 4 veces (3 de ellas consecutivamente) para terminar peleando por el título con Traverso. El subcampeonato logrado por López despertó el interés de Sevel para formar una escuadra oficial en 1991 sumando un segundo auto y tercer auto piloteados por Carlos Alberto Garro Hugo Olmi, sin embargo los resultados no fueron los esperados y lejos estuvo de repetirse la competitividad del año anterior sufriéndose muchos abandonos.
En 1993 es Silvio Oltra quien corre con un Regatta preparado por Antelo a la espera de poner en pista el nuevo modelo Tempra, cuyo debut sería un año después pero con mala fortuna ya que el auto sufre un accidente en la segunda competencia disputada.

### Una tragedia que empañó un proyecto
En 1995, la tragedia golpea duramente a la marca, ya que se venía preparando el debut en el automovilismo de velocidad y por consiguiente en el TC 2000, de Carlos Menem Jr., hijo del expresidente argentino Carlos Saúl Menem, quien iba a competir representando oficialmente a la marca Fiat en un equipo oficial junto a Silvio Oltra. Pero el 15 de marzo de 1995, en un accidente en cercanías de la localidad de Ramallo, pierden la vida ambos corredores al precipitarse a tierra (en circunstancias confusas) el helicóptero en el que viajaban. Ante esta situación, la marca y el equipo analizan la posibilidad de abandonar el campeonato. Finalmente, si bien Fiat se termina alejando de manera oficial, el equipo de Antelo consigue ingresar al torneo bajo el nombre de Menem Junior Competición, pero recibiendo el apoyo de la firma Rullo Automotores, Concesionaria oficial de Fiat y ya con el campeonato plenamente desarrollado. En este sentido y con la necesidad de poder contar con algún piloto que se encontrase posicionado en el torneo, el equipo convoca a René Zanatta quien ya tenía algunas fechas ya desarrolladas arriba de un Chevrolet Kadett. La formación final la completarían con la incursión de Fernando Croceri, piloto de trayectoria internacional y títulos obtenidos en la Fórmula 3 Sudamericana. Los resultados no acompañaron y el equipo se disolvió a final de temporada. Ese año también, el piloto Alejandro Pagani presentaría por su cuenta una unidad Fiat Tempra con apoyo de la empresa postal privada Andreani.
Tras las salidas de Zanatta y Croceri al finalizar el año 1995, en 1997 el equipo Menem Junior Competición intenta reiniciar sus actividades poniendo en pista un solo Fiat Tempra, siendo convocado para su conducción el excampeón de la categoría Miguel Ángel Guerra. El proyecto no muestra grandes resultados, retirándose este piloto tras 8 carreras y con 22 unidades cosechadas para el campeonato. En su reemplazo es convocado Miguel Ángel Etchegaray, quien tras participar en 10 competencias con esta unidad no tendría la misma fortuna que su predecesor, retirándose con apenas 4 unidades cosechadas. La participación del equipo se cerraría con la incursión de Sergio Tettamanzi, quien en la temporada anterior se había presentado con un Fiat Tempra de su propiedad. De esta forma, se cerraría la participación del equipo que alguna vez fuera ideado por el fallecido piloto Carlos Menem Jr. y que por culpa de la tragedia, no concretaría su sueño de poder debutar en la especialidad.

### Años de ostracismo
Tras la salida del Menem Junior Competición en el año 1997, en 1998 el piloto Sergio Tettamanzi haría su presentación en la categoría encarando un proyecto propio, tras la adquisición de toda la estructura del ex Menem Junior y de su única unidad Fiat Tempra, presentada en 1996. Con este modelo, Tettamanzi competiría hasta el año 1998 cuando decidió cambiar su unidad por un nuevo Fiat Marea, modelo presentado en Argentina para reemplazar al Tempra. La participación de Sergio Tettamanzi en el TC 2000 tendría punto final en el año 2001, cuando tras 5 fechas terminaría por retirar su proyecto deportivo, lo que significaba una nueva ausencia prolongada de la marca en la categoría, ya que no volverían a aparecer pilotos interesados en volver a competir con la misma. Con el advenimiento de un nuevo reglamento técnico para la categoría, en el año 2004 Fiat vuelve a las pistas de la mano de un esfuerzo particular comandado por Juan José Monteagudo, quien para esta ocasión convoca como único competidor a Gustavo Der Ohanessian, quien al mismo tiempo posibilita el debut del Fiat Stilo, un nuevo modelo para la marca en reemplazo del Marea. Con el Stilo, Der Ohanessian competiría entre los años 2004 y 2006 en búsqueda de volver a concretar un apoyo oficial por parte de la casa italiana, sin embargo la baja fiabilidad del modelo, sumado a los pobres resultados obtenidos, echan por tierra todas esas expectativas, por lo que el proyecto se cancela tras la temporada 2006. A partir de allí nuevamente Fiat estaría ausente del TC 2000, hasta la llegada del año 2009 y el anuncio de un nuevo reglamento técnico que permitiría el reingreso de la marca a la categoría, con un equipo oficial.

### El regreso del equipo oficial
A comienzos del año 2009, fue anunciado el regreso de la marca Fiat al TC 2000. El convenio de equipo, se celebró entre las autoridades de la sede de Argentina de la marca italiana, y los propietarios de la escuadra ProRacing Group, la cual estuvo ligada a la terminal automotriz General Motors, hasta diciembre de 2008. Una de las causales del regreso de Fiat a esta categoría, fue el haberse beneficiado con el nuevo reglamento del TC 2000, el cual implementó el equipamiento del motor Berta TC 2000 para todas las escuadras, además de encontrar en ProRacing un apoyo total en este emprendimiento. Inicialmente, la nueva escuadra Fiat ProRacing alistó en sus coches a los pilotos Emiliano Spataro y Francisco Viel Bugliotti, sin embargo a mitad de torneo Viel Bugliotti fue reemplazado en su butaca por el piloto entrerriano Omar Martínez, quién le dio a la escuadra el salto de calidad necesario. Una de las actuaciones más importantes de este nuevo equipo, se dio durante la carrera especial de Termas de Río Hondo, donde precisamente Martínez, compartiendo dupla con Mariano Altuna, se alzó con la primera de las tres fechas especiales, corridas ese año.
A finales de 2009, y una vez finalizado el campeonato, la escuadra "ProRacing Group" anuncia la venta del 100% de su paquete accionario, incluyendo la representación oficial en TC 2000 de la marca Fiat. Diferentes compradores acercaron su interés por hacerse de la estructura, resultando finalmente vendida al preparador Edgardo "Fido" Porfiri, quién en el campeonato anterior intentó hacerse de la representación oficial de Peugeot, proyecto que no había prosperado. Una vez efectuada la transacción, y bajo la órbita del FP Racing, se crea la Scuderia Fiat de TC 2000, la cual ve incrementada su participación con cuatro autos en pista, y con la presencia de los pilotos Emiliano Spataro, Emanuel Moriatis, Ezequiel Bosio y Leandro Carducci. El año 2010 finalmente tuvo un cierre positivo, concretándose dos victorias para la marca, de la mano de Spataro. Tales circunstancias, pusieron al piloto de Lanús como candidato al título, perdiendo chances a una fecha del final. Esta actuación, sirvió para que Fiat renueve su confianza en él para el año 2011.
A fines de 2010, el FP Racing y Fiat Auto Argentina, arribaron a un acuerdo de cooperación con la petrolera Oil Combustibles para recibir apoyo publicitario a partir de 2011. La escudería cambió su denominación por el de Equipo Fiat Oil Combustibles y generó una de las movidas más importantes del mercado de pases, de cara a esa temporada. Fue en este sentido que para 2011 se anunció una depuración del 75% de la alineación del equipo anterior, siendo Emiliano Spataro el único ratificado en su butaca. El pase de la temporada se daría con el ingreso del exbicampeón de la categoría José María López, quien dejaba atrás 4 años junto a la marca Honda. La plantilla se completó con los ingresos de Gabriel Ponce de León, quien también dejaba atrás un período de 12 años relacionado con la marca Ford, y de Emiliano López, joven debutante que llegaba con el apoyo de la petrolera Oil.

### Nacimiento del Súper TC 2000 y salida oficial de Fiat
Tras la temporada 2011, la dirigencia del Turismo Competición 2000 anunció transformación en Súper TC 2000, con la cual se buscó dar un importante salto de calidad a partir de la implementación de motores V8 adquiridos al fabricante inglés Radical Performance Engineering. Las primeras pruebas de este nuevo impulsor, se llevaron a cabo sobre una unidad Fiat Linea modificada y desarrollada para equiparse con este impulsor. Sin embargo, y a pesar de que esta unidad estaba decorada con los patrocinantes del equipo oficial Fiat Oil, sorpresivamente la terminal italiana anunció su retiro de la categoría, antes de iniciar la temporada 2012, una decisión que fuera compartida por su par estadounidense Ford, que había anunciado su salida con anterioridad.

### Vuelta en 2019
Con la llegada de los nuevos motores de cuatro cilindros turbo, el equipo DTA Racing dejó a Peugeot y se asoció con la filial de Fiat para devolver a la marca italiana a la categoría. Los pilotos para la vuelta fueron Fabian Yannantuoni, Matías Muñoz Marchesi y Mariano Werner, y en los 200 km de Buenos Aires en el autódromo de Buenos Aires con Juan De Benedictis, Juan Cruz Álvarez y el uruguayo Mauricio Lambiris.
Para 2020, Franco Girolami, Bruno Armellini y Muñoz Marchesi fueron los pilotos elegidos. Además cambiaron el Fiat Tipo por el Fiat Cronos.

## Estadísticas
| Automóvil                | Período                  | Motores                  | Victorias                |
| Turismo Competición 2000 | Turismo Competición 2000 | Turismo Competición 2000 | Turismo Competición 2000 |
| ------------------------ | ------------------------ | ------------------------ | ------------------------ |
| Fiat 125                 | 1979 - 1982              | Fiat Bialvero 2.0        | -                        |
| Fiat 128                 | 1983 - 1985              | Fiat 1.5 + Lastre        | -                        |
| Fiat Regatta             | 1989 - 1997              | Fiat Bialvero 2.0        | 5                        |
| Fiat Tempra              | 1994 - 1997              | Fiat 2.0 16V             | -                        |
| Fiat Marea               | 1997 - 1999              | Fiat 2.0 20V             | -                        |
| Fiat Stilo               | 2004 - 2006              | Fiat 2.0 16V             | -                        |
| Linea-Berta              | 2009 - 2011              | Duratec by Berta         | ?                        |
| Súper TC 2000            |                          |                          |                          |
| Linea-RPE V8             | 2012 - presente          | RPE V8                   | 8 (*)                    |

### Victorias
| Victorias                | Fecha                                     | Piloto                   | Modelo                   |
| Turismo Competición 2000 | Turismo Competición 2000                  | Turismo Competición 2000 | Turismo Competición 2000 |
| ------------------------ | ----------------------------------------- | ------------------------ | ------------------------ |
| Primera                  | 1990 - 1.ª Fecha - Mar del Plata          | Osvaldo Abel López       | Fiat Regatta             |
| Última                   | 2016 - 9ª Fecha - Carrera Final, Rafaela  | Martín Moggia            | Fiat Linea               |
| Súper TC 2000            |                                           |                          |                          |
| Primera                  | 2013 - 1.ª Fecha - Ciudad de Buenos Aires | Facundo Ardusso          | Fiat Linea               |
| Última                   | 2016 - 10.ª fecha - La Pampa              | Bernardo Llaver          | Fiat Linea               |

- Datos actualizados al 04 de diciembre de 2016

### Campeonatos
| #       | Año     | Piloto               | Automóvil  | Victorias |
| TC 2000 | TC 2000 | TC 2000              | TC 2000    | TC 2000   |
| ------- | ------- | -------------------- | ---------- | --------- |
| 1       | 2012    | Franco Girolami      | Fiat Linea | 5 (*)     |
| 2       | 2013    | Matías Nicolás Milla | Fiat Linea | 3         |

### Pilotos ganadores
| Piloto                                 | Automóvil                | Victorias                | Años                     |
| Turismo Competición 2000               | Turismo Competición 2000 | Turismo Competición 2000 | Turismo Competición 2000 |
| -------------------------------------- | ------------------------ | ------------------------ | ------------------------ |
| Osvaldo Abel López                     | Fiat Regatta             | 5                        | 1990-1992                |
| Omar Martínez                          | Fiat Linea               | 1                        | 2009                     |
| Emiliano Spataro                       | Fiat Linea               | 3                        | 2009-2011                |
| José María López                       | Fiat Linea               | 1                        | 2011                     |
| Súper TC 2000                          |                          |                          |                          |
| Facundo Ardusso                        | Fiat Linea               | 3                        | 2013-2015                |
| José María López                       | Fiat Linea               | 1                        | 2012-2013                |
| Mariano Werner                         | Fiat Linea               | 1                        | 2014                     |
| José Manuel Urcera                     | Fiat Linea               | 1                        | 2016                     |
| Bernardo Llaver                        | Fiat Linea               | 2                        | 2016                     |
| «Joven» TC 2000                        |                          |                          |                          |
| Franco Girolami                        | Fiat Linea               | 5                        | 2012                     |
| Matías Milla                           | Fiat Linea               | 3                        | 2013                     |
| Lucas Colombo Russell                  | Fiat Linea               | 5                        | 2013-2014                |
| Gianfranco Collino                     | Fiat Linea               | 3                        | 2014-2015                |
| Facundo Conta                          | Fiat Linea               | 2                        | 2015                     |
| Miguel Calamari                        | Fiat Linea               | 1                        | 2015                     |
| Martín Moggia                          | Fiat Linea               | 3                        | 2015-2016                |
| Emmanuel Cáceres                       | Fiat Linea               | 3                        | 2016                     |
| Marcelo Ciarrocchi                     | Fiat Linea               | 1                        | 2016-                    |
| Pilotos invitados que ganaron con Fiat |                          |                          |                          |
| Turismo Competición 2000               |                          |                          |                          |
| Piloto                                 | Automóvil                | Victorias                | Años                     |
| Mariano Altuna                         | Fiat Linea               | 1                        | 2009                     |

- Actualizado luego de la temporada 2016.